# Georg Kessler
Pour les articles homonymes, voir Kessler.
Georg Kessler, né le 23 septembre 1932 à Sarrebruck, est un ancien entraîneur allemand de football.

## Carrière
Georg Kessler suit des cours d'entraîneur et professeur de sport à la Kölner Sporthochschule qui lui donne les bases nécessaires pour construire sa carrière d'entraîneur. En 1965, il quitte l'Allemagne et rejoint la fédération néerlandaise de football. Un an plus tard, il devient entraîneur principal de l'équipe nationale et le restera jusqu'en 1970.
En février 1970, Kessler devient pour la première fois entraîneur d'un club, le Sparta Rotterdam. Un an et demi plus tard, il arrive en Belgique, au RSC Anderlecht. Le premier grand club qu'il dirige et pas sans succès, dès sa première saison il remporte le doublé. Mais l'autoritaire Kessler ne fait pas l'unanimité au Parc Astrid et le club décide de s'en séparer la saison suivante.
Lors de la même saison 1972-1973, Kessler entraîne le PEC Zwolle en division 2 néerlandaise. Le PEC termine deuxième du championnat rate la promotion lors du tour final. Après une deuxième saison décevante, Kessler décide de quitter le club.
En 1974, Georg Kessler arrive en Bundesliga, au Hertha BSC Berlin avec lequel il termine deuxième du championnat dès la première saison. Deux ans plus tard le club échoue en finale de la coupe d'Allemagne contre le 1.FC Cologne.
Kessler décide alors en 1977 de partir en Autriche, au FC Wacker Innsbruck. Il y remporte la coupe d'Autriche.
En 1978, Georg Kessler débarque à Alkmaar, à l'AZ Alkmaar. Il reste entraîneur 4 ans avec un titre de champion des Pays-Bas en 1981. C'est la seule fois dans les 40 dernières années que le titre a échappé à un des ténors du championnat : Feyenoord Rotterdam, Ajax Amsterdam ou PSV Eindhoven.
Kessler quitte Alkmaar en 1982 et revient en Belgique, au FC Bruges. Arrivé dans un club alors à la dérive, il impose directement son système et réorganise complètement le club. Les résultats ne se font pas attendre. Le club termine 5e l'année suivante puis 3e.
Qualifié pour la coupe d'Europe, Kessler décide pourtant de quitter le club et signe à l'Olympiakos Le Pirée. Cette aventure est un fiasco pour lui et il est remercié à la fin de la saison. Il reste alors une saison sur la touche.
En 1986, il arrive au 1.FC Cologne. Georg Kessler ne fait pas les choses à moitié et la même saison, il qualifie le club pour la finale de la Coupe UEFA perdue contre le Real Madrid. La saison suivante est moins bonne et il est licencié le 22 septembre 1986.
À l'automne 1986, le président du Royal Anvers FC fait appel à lui après un départ catastrophique de son club. Mission accomplie pour Kessler qui jouera même longtemps le titre la saison suivante avant de terminer à une belle troisième place. 
En 1989, Kessler, alors qu'il était sur le point de signer au Feyenoord Rotterdam, annonce sa retraite comme entraîneur. Il revient malgré tout vite sur sa décision et signe alors au Standard de Liège. Il ne parvient malheureusement pas à renouer avec le glorieux passé du club et le quitte un an plus tard. Georg Kessler entraîne alors encore une saison Fortuna Sittard.
Kessler se retire alors du monde du football pendant 4 ans avant que le Royal Anvers FC refasse appel à lui en 1996. Il accepte alors de revenir et termine encore 6e en 1997 mais ne peut empêcher le club de descendre en division 2 la saison suivante. Georg Kessler tire alors, à 66 ans, un trait définitif sur sa carrière.

## Clubs
- 1966-1970 :  Équipe des Pays-Bas de football
- 1970-1971 : Sparta Rotterdam  Pays-Bas
- 1971-1972 : RSC Anderlecht  Belgique
- 1972-1974 : PEC Zwolle  Pays-Bas
- 1974-1977 : Hertha BSC Berlin  Allemagne
- 1977-1978 : SSW Innsbruck  Autriche
- 1978-1982 : AZ Alkmaar  Pays-Bas
- 1982-1984 : FC Bruges  Belgique
- 1984-1985 : Olympiakos  Grèce
- 1986-1986 : FC Cologne  Allemagne
- 1986-1989 : Royal Antwerp FC  Belgique
- 1989-1990 : Standard de Liège  Belgique
- 1991-1992 : Fortuna Sittard  Pays-Bas
- 1996-1998 : Royal Antwerp FC  Belgique

## Palmarès
- Entraîneur de l'année en 1988 avec le Royal Antwerp FC.